# Vilaniu (novel·la)
Vilaniu és una novel·la realista de Narcís Oller publicada el 1885, en plena consolidació del novel·lista. Vilaniu és l'elaboració literària que Narcís Oller fa de Valls, la ciutat on va néixer. Allí hi transcorren, del tot o en part, tres de les seves novel·les més conegudes: Vilaniu, La bogeria i La febre d'or. L'autor evoca, seguint els cànons romàntics, els personatges, els llocs i els costums de la vila, però alhora fa un retrat força crític del seu ambient tancat, ensopit i estret de mires.